# Каницара (Рагуза)
Каницара је насеље у Италији у округу Рагуза, региону Сицилија.
Према процени из 2011. у насељу је живело 60 становника. Насеље се налази на надморској висини од 404 м.